# Gamma Sagittarii
Gamma-2 Sagittarii (Alnasl, γ² Sgr) – pomarańczowy olbrzym w gwiazdozbiorze Strzelca. Gwiazda ta jest oddalona o 97 lat świetlnych od Słońca.

## Nazwa
Tradycyjna nazwa gwiazdy, Alnasl, pochodzi od arabskiego ‏النصل‎ an-naşl co znaczy „grot” lub „czubek” (strzały). Na określenie tej gwiazdy były używane także mniej znane nazwy Nushaba i Al Wazl. Międzynarodowa Unia Astronomiczna w 2016 roku formalnie zatwierdziła użycie nazwy Alnasl dla określenia tej gwiazdy.

## Charakterystyka
Alnasl to olbrzym o typie widmowym K1, jego wielkość gwiazdowa to +2,99m. Jest to typowy pomarańczowy olbrzym, który zakończył syntezę wodoru w jądrze i łączy jądra helu w węgiel.
Gwiazda ta dzieli oznaczenie Gamma Sagittarii z sąsiadującą na niebie cefeidą γ1 Sagittari, oznaczaną także W Sagittarii. Są one oddzielone od siebie na niebie o 0,86° i są widoczne nieuzbrojonym okiem. Gwiazdy nie są związane grawitacyjnie i są bardzo oddalone w przestrzeni.